# Мала синагога у Ријеци
Мала синагога у Ријеци је седма по реду синагога у Хрватској подигнутих између два светска рата (1919-1941) и једна од две у Ријеци која је за разлику од старије дочекала крај Другог светског рата неоштећена..
Након неопходне свеукупне рестаурације, синагога је званично поново отворена 2008. године. Синагога је средиште ријечке јеврејске заједнице и јеврејске вереисповести у хрватском лучком граду Ријеци. Важан је споменик културе града Ријеке.

## Положај и статус
Очувана и обновљена Мала ријечка синагога налази се у улици Ивана Филиповића 9. Зграда синагоге са парцелом национализована је 1959. године и тек је недавно враћена Јеврејској заједници.
Зграда Мале синагоге  проглашена је заштићено  непокретна културно добро Републике Хрватске.
Мала ријечка синагога је последња уопште изграђена синагога у Хрватско, са јасним дизајнерским кодом модерности  (у литератури слободно описано као „италијански рационални стил ”) , са само неколико детаља у арт деко стилизацији.

## Историја
Први помени Јевраја у Истри и Ријеци датирају из 1436. године. Били су то углавном трговци, који су живели на подручју Ziecha или Zudecca, односно Giudecca у Старом граду Ријекс, отприлике у западном делу данашњег Клобучарићевог трга на месту школе Никола Тесла. Најстарији јеврејски досељеници, Marchigiani, стигли су у Ријеку из италијанске покрајине Marchе.
Након изгона из Шпаније у 15. веку у Ријеку све више долазе Јевреји са овог простора. Нешто касније за њима долазе и Јевреји из Аустрије, Италије и Трста, који се највише досељавају између 1835. и 1850. У време угарске владавине (1868.-1918) већи је прилив мађарских Јевреја, као службеника и чиновника.
Сефардска општине у Ријеци основана је 1781. године, у кући Исака Михаела Пенса, који је био родом из Сплита. Овај молитвени дом основан 27. септембра 1779. године, данас се сматра најстаријим и првим познати јеврејским молитвени храмом у Ријеци.
Друга богомоља у Ријеци основана је у кући Целебрини и била је уређена као привремени молитвени дом 1836. године, да би годину дана касније Mozes Saul ha-Levi даровао Јеврејској општини властиту троспратну кућу, у Старом граду у Улици Calle del Tempio, данашњој Улици Јанеза Трдине, да у њој оснују синагогу. Исте године спољашњост и унутрашњост ове куће преуређене по нацртима градског архитекта Адама Олфа (који је, међу осталим, украшавао и прочеље Зборне цркве Узнесења Маријина или Коси торањ).
Због појаве нацизма 1930-тих година, Јевреји масовно напуштају Ријеку а почев од 1933. године све више се исељавају у Сједињене Америчке Државе, Енглеску и Палестину.
У предвечерје Другог светског рата у Ријечкој провинцији пописано је 1938. године 1.783 Јевреја.
На подручју Сушака и Хрватскога приморја било је уочи Другога светског рата приближно 150 Јевреја, а синагога је у Сушаку била молитвени дом у изнајмљеном стану у Штросмајеровој 6. Ова синагога  је функционисао за време међуратне италијанске окупације Ријеке, у хрватском делу Сушака за Јевреје заједница Хрватског приморја и Горског котара.  Отворена је у новембру 1935. гоодине. Након што је италијанска војска окупирала Сушак у априлу 1941. године пописана су само 92 сушачка Јевреја.

## Ријечке синагоге
У Хрватској је некада било око 80 (100 по другим изворима) синагога, од којих су 23 биле у потпуности функционалне. Данас су, поред ријечке синагоге, у својој првобитној функцији сачуване само синагоге у Сплиту и Дубровнику.
Кроз историју  у Ријеци је јеврејска заједница имала 13 молитвених домова од којих само два биле синагоге а остали су углавном били уређени у изнајмљеним кућама и становима.
Прва синагога у Ријеци била је Ортодоксна синагога или Велика синагога на раскрсници Цамбиериеве, Капуцинског трга и улице Заград у центру Ријеке изграђена 1903. године. Тада је јеврејска заједница у Ријеци имала 2.500 парохијана.  Ову синагогогу Немци су заједно са усташама након капитулације Италије уништили 1944. године.
Осим ове Велике синагоге У Ријеци између два светска рата постојале су и две мање мање богомоље које су  биле уређене у адаптираном простору у улици: Via Giovanni Ciotta (данас Барчићева улица) и улици Viale Deak (данас Крешимирова улица).
Од општине Ријека 27. јануара Јевреји су 1928. године купили  земљу за 10.000 лира површине 769 м2   да сагради нови храм у тадашњој Viale Deak (данас И. Филиповић). За израду првог пројекта ангажован је Giuseppe Farkas, који се помиње у историјским изворима јеврејске заједнице, али сву сачувану документацију везану за градњу синагоге су потписали грађевински инжењери Vittorio Gyözö Angyal i Pietro Fabbro  (који су 1925 - 1927 су већ стекли одговарајуће референце на пројекту синагоге у Опатији).
Мала ортодоксна синагога у Улици Ивана Филиповића, саграђена је 1930. године, односно три деценије након Велике синагоге али је за разлику од ње једини сачувани молитвени дом првобитно саграђена као синагога.
Данас је Мала ријечка синагога један је од ретким молитвених домова у Хрватској који је и данас у својој првобитној ритуалној функцији.

## Архитектонске карактеристике
Синагога у Ријеци изграђена је  на иницијативу Удружења православних Израелаца. Планови градње сачинили су  Vittorio Gyözö Angyal i Pietro Fabbro. Према архитектонском стилу, синагога је са мало украса и симбола накнадно постављених на спољном прочељу синагоге. Грађен у стилу модерне, овај молитвени дом Јевреја у Ријеци је  једноставних архитектонских линија са појединим елементима преузетих из медитеранског стила градње. Њен изглед, ипак, плени добро усклађеним односом употребљених материјала, обојеног малтера, камена и опеке коришћених у изградњи синагоге.
У унутрашњости синагоге налази се припрата и  централни део богомоље, који је подељен у три дела. На бочним странама цркве и на балкону (намењеном за жене)   на који се стиже степеницама преко посебног улазе у цркву, налазе се се по три прозора, са обе стране кроз које продире светлост унуташњост храма.
Обновљен је 2008. године и заштићен као непокретно културно добро Хрвастке.
Мала синагога у Ријеци која је изграђена је  на иницијативу Удружења православних Израелаца. Планови градње сачинили су  Vittorio Gyözö Angyal i Pietro Fabbro, током реализације градње прошла је кроз неколико варијанти пројекта:
- Прва варијанта пројекта - из августа 1930. године, у односу на коначно реализирану, предвиђала је израду оквирне носиве армирано-бетонске конструкције са полигонално ломљеном гредом заобљене контуре у унутрашњости молитвене дворане (попут фабричке хале). Обликовање је било јако редуковано, донекле некреативно, без украса и религијских симбола, и из ових разлога није прихваћено.
- Друга варијанта пројекта  из маја 1931. представља је боље конструктивно решење, у коме је двозглобни армирано-бетонски оквир решен косим угловним вутама и равним гредама распона 9,95 м, а дебљина носивих стубова “скривена” је у шупљем двоструком зиду. Ова варијанта је боље обликована са  боље дизајнирани прозорим дворане са степенастим завршетком и симболом маген Давида у растеру прозорског стакла и модерније наглађеног степеништа и   вертикала са облогом од фуговане опеке.
- Трећа варијанта пројекта  из 1931. и 1932. године била је варијанта с допунским дотеривањем детаља, задржавши ипак све главне карактеристике  претходног пројекта.[9]

Синагога је довршена и свечано отворена 1932. године, према мишљењу архитекте Златка Карача и његових колега, као... 
Објект је солитерне импостације, децентно повучен у дубину парцеле са оградом према улици, издуженога “кутијастог” волумена положеног у смеру исток-запад; главно прочеље је северно, улаз западни, како и налажу обредни канони. Утисак модерности нарочито подржава асиметрична кубистичка композиција западног прочеља са главним улазом “преко угла”, наглашеним корпусом степеница  и угаоним прозором са обликовним реминисценцијама на арт дèко детаље. Једноставни, глатко омалтерисани волумен молитвене дворане само је у парапетној зони прочеља назначен разделном линијом венца испод прозора и хоризонталним тракама колористички контрастне фугиране опеке и подножа од камена. Изнад прозора у жбуци је аплициран рељефни мотив шестерокраке Давидове звијезде.
Раскошни барокни арон хакодесх од мермера (свети ормар за чување Торе) , првобитно је стајао у тршћанској синагоги Scuola Grande, затим је  пренесен у Анкону, а одатле је 1934. као донација стигао у Ријеку. Проповедна бима за рабина (назива се и тева) у средини је дворане окружена клупама, у складу са ортодоксним бифокалним концептом синагогалног простора.
Спратна галерија за жене од молитвеног је простора одвојена решеткастом оградом. Једини украси у строгом, готово аскетском ентеријеру су осликани венац испод плафона и стилизован вегетабилни рељеф испод линије прозора.
У инвентару синагоге сачувани су ротулуси Торе с меилом (навлаком) од баршуна и златовеза, сребрним тасом и римонимом, круном Кетер Тора, јадом (“рука” за читање Торе), парохетом и нер-тамидом (вечним светлом).
Уза синагогу је у западном делу парцеле пројектована је помоћна једспратна зграда са станом домара и обредним женским купатилом (микве).

## Обнова синагоге
Обнова синагоге у Ријеци започела је 1993. године. Финансирање санације крова преузела је на себе Ријечка градска управа чиме је заустављено даље пропадање целокупне имовине. У току обнове синагоге Ријечка градска управа санирана је и  капелу на  јеврејском гробљу у Козали.
Синагогу је као споменик културе и културно добро обновило Одељење за заштиту споменика града Ријеке након разраде пројекта и темељног испитивања укупне обнове. Пројекат је финансиран од стране град Ријека  и први радови почели су 2004. године када  је  обновљена спољна фасада и предворје синагоге. Током 2007. и 2008. године завршено је сређивање дворишта синагоге, заједничких просторија и балкона.
У делу обновљене синагоге је седиште јеврејске заједнице, а у другом делу се одвија живот верске заједнице.
Уз улаз у синагогу рецентно је постављена спомен-плоча Јеврејима палим у Другоме светском рату, са знаком меноре.